# سانتیاگو فاسیلر
سانتیاگو فاسیلر (انگلیسی: Santiago Fusilier؛ زادهٔ ۱۲ دسامبر ۱۹۸۳) بازیکن فوتبال اهل آرژانتین است.